# Полабски славяни
Полабските славяни или Полабците (на долнолужишки: Połobske Słowjany; на горнолужишки: Połobscy Słowjenjo; на полски: Słowianie połabscy; на чешки: Polabští Slované), наричани понякога балтийски славяни, са група от западнославянски племена, които през VI и VII век заселват територии между реките Одра и Елба и Балтийско море в североизточната част на днешна Германия.
Те се делят на три племенни групи – лужишки сърби, велети (лютичи) и ободрити.
Лужишките сърби, които са близки до чешките племена, населяват южната част на Полабие. Велетите заселват централната част, а ободритите СЗ Полабие. И двете групи са причислявани към лехитските племена.
През IX-X век балтийските славяни все още живеят на родове, организирани в по-малки или по-големи политически съюзи. Най-значителните им селища са: Велеград, Порица, Камен, Стариград, Белград, Колобжег, Славия и Гданск. Те не успяват да образуват трайни държавни структури, като са асимилирани от своите съседи. Към края на IX и началото на X век влизат в границите на франкската, а след това и на немската феодална експанзия.